# Premier Padel 2023
Navigation
Premier Padel 2022 Premier Padel 2024
Premier Padel 2023 est la deuxième édition du circuit professionnel de padel Premier Padel. Cette édition se déroule tout au long de l'année 2023, regroupant 6 tournois de catégories masculines et féminines dans 5 pays différents.

Ce circuit se déroule en parallèle du World Padel Tour 2023, avec qui ils se partagent les meilleurs joueurs du monde pour la dernière fois. En effet, le circuit World Padel Tour vit sa dernière saison après 11 éditions, à la suite de son rachat par Qatar Sports Investments (QSI), le groupe qui finance Premier Padel.

## Calendrier
Les tournois se partagent en deux catégories, répartissant de manière différente les points aux paires gagnantes.:

- Major

- P1

Pour sa deuxième édition, le calendrier de Premier Padel est resté contraint par celui du World Padel Tour, car les meilleurs joueurs du monde étaient contractuellement obligés de participer à tous les tournois Master et Open 1000 de ce circuit.
Le calendrier officiel a été publié le 3 février 2023, et il comporte les mêmes tournois que lors de l'édition précédente : quatre Majors et quatre P1. Cependant, le Major du Mexique (ouragan Otis) et le P1 de Gizeh (conflit israélo-palestinien) seront finalement annulés.
Cette édition de Premier Padel inclut pour la première fois une catégorie féminine (sauf pour les tournois de Doha et Mendoza). En effet, lors de la première édition en 2022, seule une catégorie masculine était organisée.
Comme la saison précédente, la France accueillera le Paris Major au Roland-Garros.
Le calendrier de l'année 2023 est le suivant :
| Tournoi     | Ville   | Pays      | Dates                      | Ref    |
| ----------- | ------- | --------- | -------------------------- | ------ |
| Qatar Major | Doha    | Qatar     | 26 février - 5 mars        | [ 5 ]  |
| Italy Major | Rome    | Italie    | 8 juillet - 16 juillet     | [ 6 ]  |
| Madrid P1   | Madrid  | Espagne   | 15 juillet - 23 juillet    | [ 7 ]  |
| Mendoza P1  | Mendoza | Argentine | 29 juillet - 6 août        | [ 8 ]  |
| Paris Major | Paris   | France    | 3 septembre - 10 septembre | [ 9 ]  |
| Milan P1    | Milan   | Italie    | 2 décembre - 10 décembre   | [ 10 ] |

## Résultats

### Compétition masculine
| Major |
| P1    |

| Tournoi | Vainqueurs                       | Finalistes                           | Résultat        |
| ------- | -------------------------------- | ------------------------------------ | --------------- |
| Doha    | Franco Stupaczuk Martín Di Nenno | Sanyo Gutiérrez Fernando Belasteguín | 6-2 / 7-6(5)    |
| Rome    | Agustín Tapia Arturo Coello      | Federico Chingotto Paquito Navarro   | 7-5 / 7-6(2)    |
| Madrid  | Agustín Tapia Arturo Coello      | Federico Chingotto Paquito Navarro   | 7-5 / 6-2       |
| Mendoza | Agustín Tapia Arturo Coello      | Franco Stupaczuk Martín Di Nenno     | 6-2 / 7-6(6)    |
| Paris   | Agustín Tapia Arturo Coello      | Federico Chingotto Paquito Navarro   | 7-6(2) / 6-1    |
| Milan   | Alejandro Galán Juan Lebrón      | Franco Stupaczuk Martín Di Nenno     | 7-6 / 6-7 / 7-6 |

### Compétition féminine
| Major |
| P1    |

| Tournoi | Vainqueurs                     | Finalistes                     | Résultat              |
| ------- | ------------------------------ | ------------------------------ | --------------------- |
| Rome    | Marta Ortega Gemma Triay       | Ariana Sánchez Paula Josemaría | 6-3 / 3-6 / 7-5       |
| Madrid  | Beatriz González Delfina Brea  | Ariana Sánchez Paula Josemaría | 5-7 / 7-6(3) / 7-6(6) |
| Paris   | Ariana Sánchez Paula Josemaría | Marta Ortega Gemma Triay       | 6-2 / 6-4             |
| Milan   | Beatriz González Delfina Brea  | Alejandra Salazar Sofía Araujo | 6-0 / 7-6(4)          |